# Centre de recherche et d'expertise en gérontologie sociale
 (juin 2023).
La mise en forme du texte ne suit pas les recommandations de Wikipédia : il faut le « wikifier ».
Les points d'amélioration suivants sont les cas les plus fréquents :
- Les titres sont pré-formatés par le logiciel. Ils ne sont ni en capitales, ni en gras.
- Le texte ne doit pas être écrit en capitales (les noms de famille non plus), ni en gras, ni en italique, ni en « petit »…
- Le gras n'est utilisé que pour surligner le titre de l'article dans l'introduction, une seule fois.
- L'italique est rarement utilisé : mots en langue étrangère, titres d'œuvres, noms de bateaux, etc.
- Les citations ne sont pas en italique mais en corps de texte normal. Elles sont entourées par des guillemets français : « et ».
- Les listes à puces sont à éviter, des paragraphes rédigés étant largement préférés. Les tableaux sont à réserver à la présentation de données structurées (résultats, etc.).
- Les appels de note de bas de page (petits chiffres en exposant, introduits par l'outil «  Source ») sont à placer entre la fin de phrase et le point final[comme ça].
- Les liens internes (vers d'autres articles de Wikipédia) sont à choisir avec parcimonie. Créez des liens vers des articles approfondissant le sujet. Les termes génériques sans rapport avec le sujet sont à éviter, ainsi que les répétitions de liens vers un même terme.
- Les liens externes sont à placer uniquement dans une section « Liens externes », à la fin de l'article. Ces liens sont à choisir avec parcimonie suivant les règles définies. Si un lien sert de source à l'article, son insertion dans le texte est à faire par les notes de bas de page.
- La présentation des références doit suivre les conventions bibliographiques. Il est recommandé d'utiliser les modèles {{Ouvrage}}, {{Chapitre}}, {{Article}}, {{Lien web}} et/ou {{Bibliographie}}. Le mode d'édition visuel peut mettre en forme automatiquement les références.
- Insérer une infobox (cadre d'informations à droite) n'est pas obligatoire pour parachever la mise en page.

Pour une aide détaillée, merci de consulter Aide:Wikification.
Si vous pensez que ces points ont été résolus, vous pouvez retirer ce bandeau et améliorer la mise en forme d'un autre article.
Le Centre de recherche et d'expertise en gérontologie sociale (CREGÉS) est le centre de recherche du  Centre de santé et de services sociaux  (CSSS) Cavendish-Centre affilié universitaire. Ce CSSS se trouve à Montréal, au Québec et fait maintenant  partie du Centre intégré universitaire de santé et de services sociaux (CIUSSS) du Centre-Ouest-de-l’Île-de-Montréal. Le CREGÉS facilite les échanges d’expertise entre la recherche en gérontologie sociale et les praticiens. Le centre est dévoué à la recherche appliquée. La gérontologie sociale s’intéresse aux aspects sociaux du vieillissement et le centre comprend des chercheurs de plusieurs disciplines : travail social, urbanisme, sciences infirmières, sexologie, études en loisir, communication, sociologie, kinésiologie, ergothérapie, géographie, psychologie et science politique.
Le CREGÉS est reconnu dans le monde de la recherche francophone. En effet, des auteurs français ont constaté qu'il n'y a d'équivalent à la « critical gerontology » en français qu’au Québec. La définition de la gérontologie sociale mise de l’avant reprend celle élaborée au CREGÉS, centrée sur les dynamiques et des enjeux sociaux liés au vieillissement et délimitant un domaine qui étudie comment la société influence le processus du vieillissement et vice-versa, en mettant l’accent sur les multiples façons de vieillir et la diversité des personnes âgées.

## Revues et publications
Le CREGÉS est à l’origine de deux revues : Pluriâges et Les cahiers du CREGÉS.
Plusieurs chercheurs membres de l’équipe ont participé à d’importants ouvrages sur le vieillissement, notamment :
- Vieillir au pluriel aux Presses de l’Université du Québec (sous la direction de Michèle Charpentier, Nancy Guberman, Véronique Billette, Jean-Pierre Lavoie, Amanda Grenier, Ignace Olazabal)[3].

En plus des publications, plusieurs colloques regroupant chercheurs et praticiens ont été organisés, notamment sur le deuil en 2015, sur la maltraitance en 2012, sur la sexualité en 2013, et ont participé aux colloques d'associations comme l'Association canadienne francophone pour l'avancement du savoir (Acfas).

## Recherche
Les recherches du CREGÉS s’articulent selon cinq axes : 
- 1) Les aînés comme acteurs sociaux : Les chercheurs se penchent sur le rôle du loisir, les relations intergénérationnelles, la lutte contre la stigmatisation, et les technologies émergentes.
- 2) Multiples vieillissements - corps, identités et société : Cet axe relativise les clichés du « déclin » et de « l’âge d’or » en s’intéressant aux multiples manières de vivre et d’atteindre la vieillesse et aux différentes perceptions du vieillissement, en tenant compte des dimensions de genre, de statut socio-économique, d’état de santé, d’origine ethnique, de sexualité, etc.
- 3) Intervenir auprès et avec des personnes âgées et leurs proches : Élaborer des modes d’intervention innovateurs pour soutenir la pratique, et évaluer les modes d’intervention implantés dans la communauté et les établissements de santé et services sociaux.
- 4) Milieux de vie : Les chercheurs s’intéressent aux manières dont se vivent et s’apprécient les expériences du vieillissement en tenant compte des structures physiques des résidences des aînés, et de leur engagement dans les échanges interpersonnels ou les soins personnels.
- 5) Politiques publiques en gérontologie sociale : Axe transversal qui porte sur les différentes étapes de développement des politiques publiques et la diffusion des connaissances pour contribuer aux débats publics en gérontologie sociale. On s’intéresse à des questions comme l’intensité des différences entre les classes sociales, la capacité fiscale des gouvernements et les effets structurants des politiques.

### Équipe VIES
L’équipe Vieillissements, exclusions sociales et solidarités (VIES), créée en 2005, est l’un des plus importants noyaux de chercheurs québécois en gérontologie sociale. Elle est dirigée par Anne-Marie Séguin, professeure titulaire au Centre Urbanisation Culture Société de l’Institut national de la recherche scientifique (INRS). Elle regroupe des chercheurs et des collaborateurs de milieux de pratique. Les travaux de VIES ont approfondi les différentes manifestations de l’exclusion sociale vécues par les aînés, notamment à travers les processus de non-reconnaissance et de privation de droit et de ressources. Les recherches des membres de l’équipe conçoivent les aînés comme des acteurs de leur vieillissement et se penchent sur leurs paroles, leurs gestes, leurs capacités, leurs contributions, leurs besoins, leurs difficultés, et sur l’identification d’avenues d’intervention et de moyens de favoriser leur inclusion sociale.

## Pratiques
L’expertise en gérontologie sociale du CSSS Cavendish-CAU s’actualise à travers l’existence de 5 pratiques de pointe : 1) Contrer la maltraitance envers les personnes aînées; 2) Soutien aux proches aidants; 3) Santé mentale et vieillissement; 4) Soins palliatifs communautaires pour les aînés 5) Promotion-prévention, santé et vieillissement (PPSV).